# Ronald DeFeo, Jr.
Ronald ("Butch") DeFeo, Jr., född 26 september 1951 i Brooklyn i New York, död 12 mars 2021 i Albany, New York, var en amerikansk dömd massmördare som den 13 november 1974 dödade sin far, mor, två bröder och två systrar. Massmordet har givit inspiration till boken The Amityville Horror.

## Rättegång och straff
DeFeos rättegång inleddes den 14 oktober 1975. En dryg månad senare meddelade juryn att den ansåg DeFeo vara skyldig till sex mord, och han dömdes till 25 år till livstid. DeFeo var internerad på Green Haven Correctional Facility i Beekman i New York. Hans ansökningar om frigivning har samtliga avslagits.

## Morden i Amityville

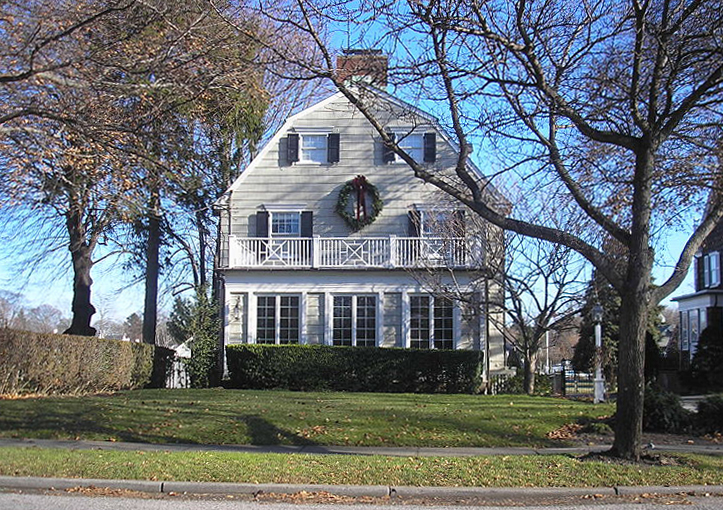
Det berömda huset i Amityville. De karakteristiska kvartscirkelformade fönstren på övervåningen har ändrats till rektangulära.

Fallet Amityville är känt från boken The Amityville Horror, skriven av Jay Anson och publicerad 1977. Boken filmatiserades flera gånger mellan 1979 och 2005. Berättelsen är baserad på det verkliga mordfallet, då DeFeo sköt ihjäl sex familjemedlemmar på 108 Ocean Avenue. I december 1975 flyttade Familjen Lutz in i huset men lämnade sitt nya hem efter 28 dagar. De påstod att de blivit terroriserade av paranormala fenomen i huset. Det finns en del kontroverser kring hur händelserna skildras i boken. Dock har man ändrat adressen på huset för att hålla nyfikna turister borta. De karakteristiska kvartscirkelformade fönstren på husets övervåning har ändrats till rektangulära. Dokumentärfilmer har producerats 2005, 2010 och 2011.